# Moorveld (plaats)
Moorveld (Limburgs:  Mwórveld; ook: Waalsen) is een plaats in het zuiden van de Nederlandse provincie Limburg. Oorspronkelijk behoorde het dorp bij de gemeente Ulestraten maar sinds de gemeentelijke herindeling van 1982 behoort het tot de nieuwgevormde gemeente Meerssen. Het dorp telt circa 475 inwoners en ligt aan de rand van het plateau in het noorden van de gemeente Meerssen, ingeklemd tussen Maastricht Aachen Airport en Geulle.
Moorveld ligt op het Centraal Plateau met op de hellingen het Bunderbos, deel van het Bunder- en Elslooërbos. Op de hellingen bevinden zich verschillende bronnen die enkele beken voeden, namelijk de Molenbeek, Waalsebeek, Stommebeek, Snijdersbeek, Heiligenbeek en Leukderbeek. Tussen Moorveld en Geulle lagen er twee watermolens om de waterkracht van de beken te benutten: de Bovenste Molen van Hulsen en de Onderste Molen van Hulsen.
In het dorp staat onder meer de Onbevlekt Hart van Mariakerk uit 1954 en de Heilig-Hartkapel uit 1947.

## Zie ook

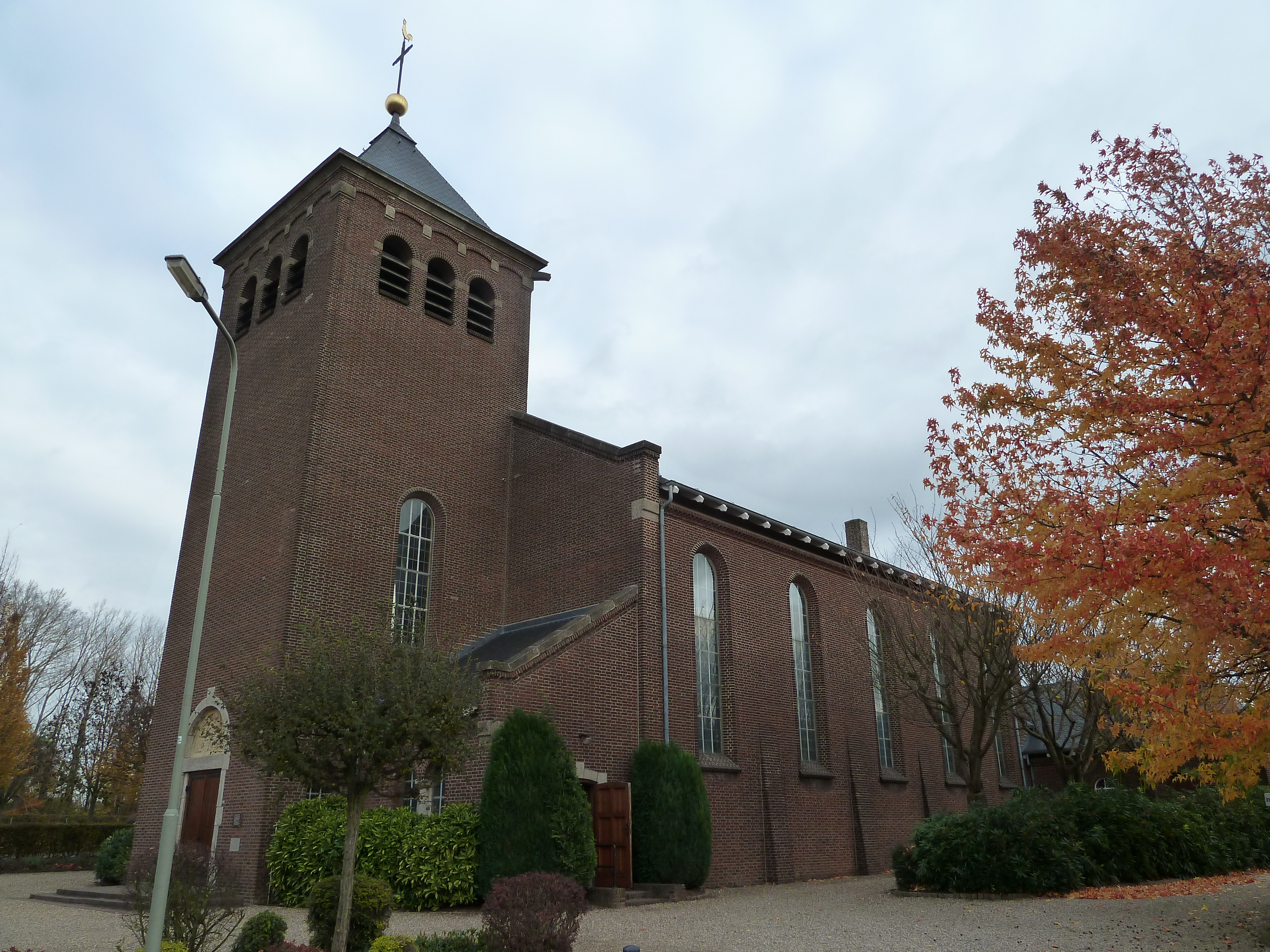
Parochiekerk Onbevlekt Hart van Maria